# Seznam dílů indického seriálu 24
Toto je seznam dílů seriálu 24. Špionážní thrillerový televizní seriál 24: India je indickou adaptací amerického seriálu 24 hodin. Byl vysílán na stanici Viacom 18 od října 2013 do října 2016.

## Přehled řad
| Řada | Díly | Premiéra v Indii  | Premiéra v Indii  |
| Řada | Díly | První díl         | Poslední díl      |
| ---- | ---- | ----------------- | ----------------- |
| 1    | 24   | 4. října 2013     | 21. prosince 2013 |
| 2    | 24   | 23. července 2016 | 9. října 2016     |

## Seznam dílů

### První řada (2013)
| Č. v seriálu | Č. v řadě | Původní název   | Režie          | Scénář                                            | Premiéra v Indii   |
| ------------ | --------- | --------------- | -------------- | ------------------------------------------------- | ------------------ |
| 1            | 1         | 12:00am-1:00am  | Abhinay Deo    | Rensil D'Silva a Milap Milan Zaveri               | 4. října 2013      |
| 2            | 2         | 1:00am-2:00am   | Abhinay Deo    | Renzil D'Silva, Bhavani Iyer a Milap Milan Zaveri | 5. října 2013      |
| 3            | 3         | 2:00am-3:00am   | Abhinay Deo    | Renzil D'Silva, Priya Pinto a Milap Milan Zaveri  | 11. října 2013     |
| 4            | 4         | 3:00am-4:00am   | Abhinay Deo    | Renzil D'Silva, Milap Milan Zaveri a Bhavani Iyer | 12. října 2013     |
| 5            | 5         | 4:00am-5:00am   | Nitya Mehra    | Rensil D'Silva a Milap Milan Zaveri               | 18. října 2013     |
| 6            | 6         | 5:00am-6:00am   | Nitya Mehra    | Renzil D'Silva, Priya Pinto a Milap Milan Zaveri  | 19. října 2013     |
| 7            | 7         | 6:00am-7:00am   | Nitya Mehra    | Renzil D'Silva, Priya Pinto a Milap Milan Zaveri  | 25. října 2013     |
| 8            | 8         | 7:00am-8:00am   | Nitya Mehra    | Renzil D'Silva, Bhavani Iyer a Milap Milan Zaveri | 26. října 2013     |
| 9            | 9         | 8:00am-9:00am   | Abhinay Deo    | Renzil D'Silva, Bhavani Iyer a Milap Milan Zaveri | 1. listopadu 2013  |
| 10           | 10        | 9:00am-10:00am  | Abhinay Deo    | Rensil D'Silva a Milap Milan Zaveri               | 2. listopadu 2013  |
| 11           | 11        | 10:00am-11:00am | Abhinay Deo    | Renzil D'Silva a Milap Zaveri                     | 8. listopadu 2013  |
| 12           | 12        | 11:00am-12:00pm | Abhinay Deo    | Renzil D'Silva, Priya Pinto a Milap Zaveri        | 9. listopadu 2013  |
| 13           | 13        | 12:00pm-1:00pm  | Abhinay Deo    | Renzil D'Silva, Priya Pinto a Milap Zaveri        | 15. listopadu 2013 |
| 14           | 14        | 1:00pm-2:00pm   | Renzil D'Silva | Renzil D'Silva, Bhavani Iyer a Milap Zaveri       | 16. listopadu 2013 |
| 15           | 15        | 2:00pm-3:00pm   | Renzil D'Silva | Renzil D'Silva, Bhavani Iyer a Milap Zaveri       | 22. listopadu 2013 |
| 16           | 16        | 3:00pm-4:00pm   | Renzil D'Silva | Renzil D'Silva, Priya Pinto a Milap Zaveri        | 23. listopadu 2013 |
| 17           | 17        | 4:00pm-5:00pm   | Renzil D'Silva | Renzil D'Silva, Priya Pinto a Niranjan Iyengar    | 29. listopadu 2013 |
| 18           | 18        | 5:00pm-6:00pm   | Renzil D'Silva | Renzil D'Silva a Niranjan Iyengar                 | 30. listopadu 2013 |
| 19           | 19        | 6:00pm-7:00pm   | Renzil D'Silva | Renzil D'Silva, Bhavani Iyer a Niranjan Iyengar   | 6. prosince 2013   |
| 20           | 20        | 7:00pm-8:00pm   | Abhinay Deo    | Renzil D'Silva, Bhavani Iyer a Niranjan Iyengar   | 7. prosince 2013   |
| 21           | 21        | 8:00pm-9:00pm   | Abhinay Deo    | Renzil D'Silva, Bhavani Iyer a Niranjan Iyengar   | 13. prosince 2013  |
| 22           | 22        | 9:00pm-10:00pm  | Abhinay Deo    | Renzil D'Silva a Niranjan Iyengar                 | 14. prosince 2013  |
| 23           | 23        | 10:00pm-11:00pm | Abhinay Deo    | Renzil D'Silva a Niranjan Iyengar                 | 20. prosince 2013  |
| 24           | 24        | 11:00pm-12:00am | Abhinay Deo    | Renzil D'Silva a Niranjan Iyengar                 | 21. prosince 2013  |

### Druhá řada (2016)
| Č. v seriálu | Č. v řadě | Původní název          | Režie                                       | Scénář                                        | Premiéra v Indii  |
| ------------ | --------- | ---------------------- | ------------------------------------------- | --------------------------------------------- | ----------------- |
| 25           | 1         | Day 2: 10:00am-11:00am | Renzil D'Silva a Abhinay Deo                | Renzil D'Silva                                | 23. července 2016 |
| 26           | 2         | Day 2: 11:00am-12:00pm | Renzil D'Silva a Abhinay Deo                | Renzil D'Silva                                | 24. července 2016 |
| 27           | 3         | Day 2: 12:00pm-1:00pm  | Renzil D'Silva                              | Renzil D'Silva a Bhavani Iyer                 | 30. července 2016 |
| 28           | 4         | Day 2: 1:00pm-2:00pm   | Renzil D'Silva a Abhinay Deo                | Renzil D'Silva a Bhavani Iyer                 | 31. července 2016 |
| 29           | 5         | Day 2: 2:00pm-3:00pm   | Renzil D'Silva                              | Renzil D'Silva, Bhavani Iyer a Udayan Bhat    | 7. srpna 2016     |
| 30           | 6         | Day 2: 3:00pm-4:00pm   | Renzil D'Silva a Abhinay Deo                | Renzil D'Silva, Bhavani Iyer a Udayan Bhat    | 8. srpna 2016     |
| 31           | 7         | Day 2: 4:00pm-5:00pm   | Renzil D'Silva                              | Renzil D'Silva a Bhavani Iyer                 | 13. srpna 2016    |
| 32           | 8         | Day 2: 5:00pm-6:00pm   | Renzil D'Silva                              | Renzil D'Silva a Bhavani Iyer                 | 14. srpna 2016    |
| 33           | 9         | Day 2: 6:00pm-7:00pm   | Renzil D'Silva                              | Renzil D'Silva a Bhavani Iyer                 | 20. srpna 2016    |
| 34           | 10        | Day 2: 7:00pm-8:00pm   | Renzil D'Silva a Jijy Philip                | Renzil D'Silva, Bhavani Iyer a Ruchika Roy    | 21. srpna 2016    |
| 35           | 11        | Day 2: 8:00pm-9:00pm   | Renzil D'Silva                              | Renzil D'Silva, Bhavani Iyer a Ruchika Roy    | 27. srpna 2016    |
| 36           | 12        | Day 2: 9:00pm-10:00pm  | Renzil D'Silva a Abhinay Deo                | Renzil D'Silva, Bhavani Iyer a Udayan Bhat    | 28. srpna 2016    |
| 37           | 13        | Day 2: 10:00pm-11:00pm | Renzil D'Silva a Abhinay Deo                | Renzil D'Silva, Bhavani Iyer a Rohit Malhotra | 3. září 2016      |
| 38           | 14        | Day 2: 11:00pm-12:00am | Karan Boolani                               | Renzil D'Silva a Bhavani Iyer                 | 4. září 2016      |
| 39           | 15        | Day 2: 12:00am-1:00am  | Karan Boolani a Renzil D'Silva              | Renzil D'Silva a Bhavani Iyer                 | 10. září 2016     |
| 40           | 16        | Day 2: 1:00am-2:00am   | Karan Boolani                               | Renzil D'Silva a Bhavani Iyer                 | 10. září 2016     |
| 41           | 17        | Day 2: 2:00am-3:00am   | Karan Boolani                               | Renzil D'Silva, Bhavani Iyer a Udayan Bhat    | 17. září 2016     |
| 42           | 18        | Day 2: 3:00am-4:00am   | Karan Boolani                               | Renzil D'Silva a Ruchika Roy                  | 18. září 2016     |
| 43           | 19        | Day 2: 4:00am-5:00am   | Karan Boolani a Renzil D'Silva              | Renzil D'Silva a Ruchika Roy                  | 24. září 2016     |
| 44           | 20        | Day 2: 5:00am-6:00am   | Karan Boolani a Renzil D'Silva              | Renzil D'Silva a Ruchika Roy                  | 25. září 2016     |
| 45           | 21        | Day 2: 6:00am-7:00am   | Karan Boolani                               | Renzil D'Silva a Rohit Malhotra               | 1. října 2016     |
| 46           | 22        | Day 2: 7:00am-8:00am   | Karan Boolani                               | Renzil D'Silva a Udayan Bhat                  | 2. října 2016     |
| 47           | 23        | Day 2: 8:00am-9:00am   | Karan Boolani, Renzil D'Silva a Abhinay Deo | Renzil D'Silva a Ruchika Roy                  | 8. října 2016     |
| 48           | 24        | Day 2: 9:00am-10:00am  | Karan Boolani a Abhinay Deo                 | Renzil D'Silva                                | 9. října 2016     |